# 하나마스 고지
하나마스 고지(일본어: 花増 幸二 , 1955년 5월 29일 ~ )는 일본의 전 프로 야구 선수이자 닛폰햄 파이터스의 투수였고, 전 KBO 리그 KIA 타이거즈의 트레이닝 코치이다.

## 인물
가고시마시립 가고시마교쿠류 고등학고와 가고시마 대학을 거쳐 1978년 드래프트 번외로 닛폰햄 파이터스에 투수로 입단했다. 국립대 출신 선수라는 점에서 화제가 됐지만, 1군 등판이 별로 없어 1980년에 현역에서 은퇴하고 트레이너로 전향했다.
2003년까지 친정 팀인 닛폰햄의 트레이너로 오랫동안 활동했다. 2004년 선동열 수석코치가 초빙한 것을 계기로 삼성 라이온즈의 트레이너로 활동했으며, 2009 시즌 후 한대화가 한화 이글스의 감독을 맡으면서 강성우 배터리 코치와 함께 한화 이글스의 트레이너로 자리를 옮겼다.
2012년 시즌 후 한화 이글스를 떠나 KIA 타이거즈로 옮겨 2014년까지 트레이너로 있었다.

## 출신 학교
- 가고시마 시립 가고시마교쿠류 고등학교
- 가고시마 대학

## 등번호
- 56(1978년 ~ 1979년)
- 74(1980년 ~ 2002년)
- 78(2010년 ~ 2012년)

## 참조
1. ↑  한화, 성준 투수코치 영입 - 조이뉴스24